# Katalin Susztak

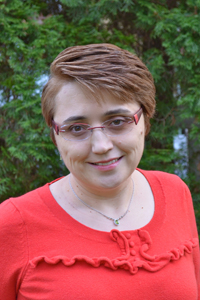
Katalin Susztak

Katalin Susztak (* in Eger, Ungarn) ist eine ungarisch-amerikanische Wissenschaftlerin und Nephrologin.

## Werdegang
Suztak wurde in Eger, Ungarn geboren. Sie studierte bis 1997 an der Semmelweis-Universität in Budapest. 1997 zog sie in die USA und schloss am Albert Einstein College of Medicine ihre Weiterbildung in Nephrologie ab.
Von 2004 bis 2009 war sie Assistent Professor und zwischen 2009 und 2021 außerordentliche Professorin.
2012 fing sie an der Perelman School of Medicine der University of Pennsylvania als Professorin für Medizin und Genetik und derzeit Co-Direktorin der Abteilung Komplikationen am Institut für Diabetes, Adipositas und Stoffwechsel zu arbeiten.